# Suzanne Valadon
Suzanne Valadon (pseudonym for Marie-Clémentine Valadon, født 23. september 1865 i Bessines-sur-Gartempe, département Haute-Vienne; død 7. april 1938 i Paris) var en fransk modernistisk maler, mor til maleren Maurice Utrillo (en). 
| - Fotos af Suzanne Valadon og sønnen Maurice Utrillo - Suzanne Valadon med sønnen Maurice Utrillo, 1884 - Suzanne Valadon med sønnen, ca. 1890 - Ca. 1890 |

| - Suzanne Valadon portrætteret - Selvportræt, 1883 - En dansende Valadon − Af Pierre-Auguste Renoir, 1883 - Profilportræt, 1885. Af Renoir - Portræt fra 1885. Af Renoir - Portræt af Henri de Toulouse-Lautrec, 1885 - Portræt af Toulouse-Lautrec, 1886-87 - 'Fletningen' af Auguste Renoir, 1887 - Gueule de bois, 'Tømmermænd' af Toulouse-Lautrec, ca. 1888 - Valadon, tegning af Théophile-Alexandre Steinlen (de) - Selvportræt |

| - Infoboksens to 'Kendte værker' af Suzanne Valadon - Portræt af familien, 1912 - La Couturière, 'Syersken', 1914 |

| - Andre værker af Suzanne Valadon, efter år - Portræt of Erik Satie, 1893 - Nu, Nøgen, 1895 - Kvinder, ca.1895 - Badet, 1908 - 'Adam og Eva' (en), 1909 - Nus. Nøgne, 1919 - Badende ung pige, ca. 1919 - Blomster på et rundt bord, 1920 - Portræt af sønnen, maleren Maurice Utrillo, 1921 - La chambre bleue, Det blå rum (en), 1923 - Stilleben med tulipaner og frugtskål, 1924 - Sønnen Maurice Utrillo syv år gammel, 1925 - Portræt af sønnen, maleren Maurice Utrillo, 1925 - En buket blomster, 1928 - Stilleben, kurv med æbler og vase med blomster, 1928 - Ung pige foran et vindue, 1930 - Buket roser, 1936 |